# 12911 Goodhue
12911 Goodhue este un asteroid din centura principală de asteroizi.

## Descriere
12911 Goodhue este un asteroid din centura principală de asteroizi. A fost descoperit pe 17 septembrie 1998 la Stația Anderson Mesa în cadrul programului LONEOS. El prezintă o orbită caracterizată de o semiaxă mare de 3,10 ua, o excentricitate de 0,16 și o înclinație de 2,4° în raport cu ecliptica.